# Kledung Karangdalem
Kledung Karangdalem is een bestuurslaag in het regentschap Purworejo van de provincie Midden-Java, Indonesië. Kledung Karangdalem telt 2275 inwoners (volkstelling 2010).